# 安德烈·奧昆科夫
安德烈·尤里耶維奇·奧昆科夫（俄語：Андрей Юрьевич Окуньков，1969年7月26日—）是俄罗斯数学家，普林斯顿大学教授。2006年因为“将概率论、表示论和代数几何联系起来所做出的贡献”而获得菲尔兹奖。
奧昆科夫出生於莫斯科，1995年在莫斯科大学取得博士学位，师从Alexander Kirillov。在普林斯顿大学之前，他曾经执教加州大学伯克利分校。2023年11月当选中国科学院外籍院士。